# الی لسکوت
الی لسکوت (انگلیسی: Élie Lescot؛ زاده ۹ دسامبر ۱۸۸۳ – درگذشته ۲۰ اکتبر ۱۹۷۴) داروساز، سیاستمدار، و دیپلمات اهل هائیتی بود. وی از ۱۵ مه ۱۹۴۱ تا ۱۱ ژانویه ۱۹۴۶ رئیس‌جمهور هائیتی بود.
الی لسکوت در ۲۰ اکتبر ۱۹۷۴، در سن ۹۰ سالگی درگذشت.